# Султанбејли
Султанбејли (тур. Sultanbeyli) је округ Истанбула у коме углавном живи радничка класа. Налази се на азијској страни, даље у унутрашњости од Картала и Пендика. 

## Историја
Донедавно, Султанбејли је био сеоце. Током 1940. и 1950. огромне сеоске задруге из отоманског периода парцелизоване су за насељавање турских миграната из Бугарске. Село је изграђено у 1950. на једној од главних саобраћајница које повезују Истанбул и унутрашњост.

## Становништво
Према процени, у насељу је 2009. живело 291.294 становника.
| 1990.  | 2000.   |
| ------ | ------- |
| 82.298 | 175.700 |